# Happy New Year, Colin Burstead.
Happy New Year, Colin Burstead. ist ein Filmdrama von Ben Wheatley, das am 11. Oktober 2018 im Rahmen des London Film Festivals seine Premiere feierte und am 30. Dezember 2018 erstmals im Fernsehen im Vereinigten Königreich gezeigt wurde.

## Handlung
Colin Burstead hat ein großes Landhaus angemietet, um darin mit seiner Großfamilie Neujahr zu feiern. Unglücklicherweise wird Colins Machtposition in der Familie durch die Ankunft seines Bruders David bedroht.

## Produktion
Regie führte Ben Wheatley, der auch das Drehbuch schrieb. 
Die Filmmusik komponierte Clint Mansell. Die Aufnahme entstand im Frühjahr 2018. Der Soundtrack zum Film, der insgesamt 12 Musikstücke umfasst, wurde am 5. Oktober 2018 von Lakeshore Records als Download veröffentlicht.
Am 11. Oktober 2018 feierte der Film beim London Film Festival seine Premiere. Im November 2018 erfolgte eine Vorstellung beim Internationalen Filmfestival Thessaloniki in der Sektion Open Horizons. Am 30. Dezember 2018 wurde er erstmals im Fernsehen im Vereinigten Königreich gezeigt. Im August 2019 wurde er beim Melbourne International Film Festival vorgestellt.

## Rezeption

### Kritiken
Der Film erhielt bislang von 86 Prozent der Kritiker bei Rotten Tomatoes eine eher positive Bewertung.

### Auszeichnungen
British Independent Film Awards 2018
- Nominierung für den Besten Filmschnitt (Ben Wheatley)

London Film Festival 2018
- Nominierung als Bester Film im offiziellen Wettbewerb (Ben Wheatley)[6]